# Ока, Мигель Анхель
Миге́ль А́нхель О́ка Гаи́а (исп. Miguel Ángel Oca Gaía; род. 15 апреля 1970, Мадрид) — испанский ватерполист и тренер, олимпийский чемпион 1996 года и чемпион мира 1998 года.

## Биография
Родился 15 апреля 1970 года в Мадриде. Начал играть в клубе «Ондаррета-Алькоркон», потом выступал за каталонские клубы «Террасса» (1987—1990), «Барселона» (1990—1992, 1993—1997), «Каталунья» (1992—1993).
Дебютировал в сборной Испании по водному поло в возрасте 17 лет и за всю карьеру провёл в её составе 269 матчей. Дважды олимпийский медалист: в 1992 году на домашней Олимпиаде в Барселоне испанская ватерпольная сборная завоевала серебро, уступив в финале сборной Италии, а в 1996 году в Атланте испанцы выиграли олимпийское золото.
После завершения карьеры игрока остался в водном поло в качестве тренера. В начале тренерской карьеры руководил женской и резервной командой клуба «Ондаретта-Алькоркон», в 2006 году возглавил мужскую команду и работал с ней 4 года. В 2010 году сменил Жоана Жане на посту тренера женской сборной Испании. В 2011 году возглавляемая им испанская сборная выиграла молодёжный Чемпионат мира. В апреле 2012 года на отборочном турнире в Триесте женская сборная под руководством Оки завоевала право выступать на Олимпийских играх в Лондоне, до этого Испания в олимпийских соревнованиях по женскому водному поло не участвовала.
В 2011 году в числе своих товарищей по сборной 1996 года был награждён золотой медалью Королевского ордена за заслуги в спорте.
В 2012 году на Олимпийских играх в Лондоне женская сборная Испании под его руководством завоевала серебряные медали, уступив только сборной США, причём из шести сыгранных на той олимпиаде матчей испанки проиграли только один — финальный.
На Чемпионате мира в Барселоне в 2013 году женская ватерпольная сборная Испании под его руководством впервые в своей истории выиграла золото, а в 2014 году в Будапеште его команда в том же составе завоевала золото Чемпионата Европы.

## Награды и достижения

### Игрок
Олимпийские игры:
- Серебро (Барселона, 1992)
- Золото (Атланта, 1996)

Чемпионат Мира:
- Серебро (Рим, 1994)
- Золото (Перт, 1998)

Чемпионат Европы:
- Серебро (Афины, 1991)
- Бронза (Шеффилд, 1993)

- Чемпион Испании: 1991, 1993, 1995, 1996, 1997

- Обладатель Кубка Испании: 1991, 1995, 1996

- Обладатель ЛЕН-Трофи: 1995

### Тренер женской сборной Испании
Олимпийские игры:
- Серебро (Лондон, 2012)

Чемпионат мира:
- 11 место (Шанхай, 2011)
- Золото (молодёжный Чемпионат мира, Триест, 2011)
- Золото (Барселона, 2013)
- Серебро (Будапешт, 2017)
- Серебро (Кванджу, 2019)

Чемпионат Европы:
- 8 место (Загреб, 2010)
- 5 место (Эйндховен, 2012)
- Золото (Будапешт, 2014)
- Бронза (Барселона, 2018)
- Золото (Будапешт, 2020)